# Melieli
Melieli est une île de l’État de Sonsorol aux Palaos sur laquelle se trouve la municipalité de Mérir.

## Géographie

### Topographie
Située dans l'océan Pacifique Nord, l’île présente une forme allongée et couvre une surface d'environ 0,90 km². Son littoral constitué d'une plage de sable est protégé par un lagon délimité par une barrière de corail.
Le cœur de l'île, une petite dépression, forme une mangrove.

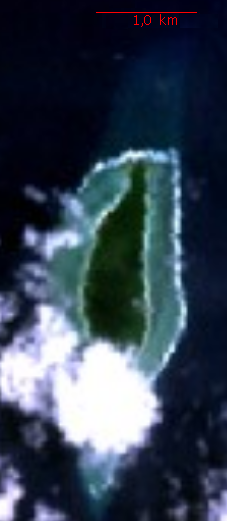
Vue satellite de l'île.

### Écosystème
Les principales plantes présentes sur Melieli sont deux espèces de pandanus. Angela Kepler ne précise pas leur genre mais souligne la présence d'un pandanus à petit fruit sur la côte et, à l'intérieur des terres, d'un pandanus aux gros fruits. Dans la mangrove se trouve notamment des Bruguiera et Rhizophora. La canopée est à 10 ou 12 mètres dans la mangrove et de 20 à 25 mètres aux alentours.
Les autres arbres présents sur l'île sont Barringtonia speciosa (asiatica), Scaevola taccada, Neisosperma oppositifolia, Terminalis samoensis, Calophyllum inophyllum et Hernandia nymphaefolia.
L'île abrite également une zone de nidification de tortues vertes. Il s'agit de la plus grande zone de nidification de tortues vertes et la troisième plus grande de Micronésie. Il y a environ 500 nidifications réussie sur l'île chaque année.
Parmi les espèces d'oiseaux résidant sur l'île se trouvent le noddi brun, la gygis blanche ainsi que quelques noddis noirds. Des frégates du Pacifique ont été vues survolant l'île, sans s'y poser.
L'île est actuellement inhabitée et des propositions ont été faites en vue d'une éventuelle protection.

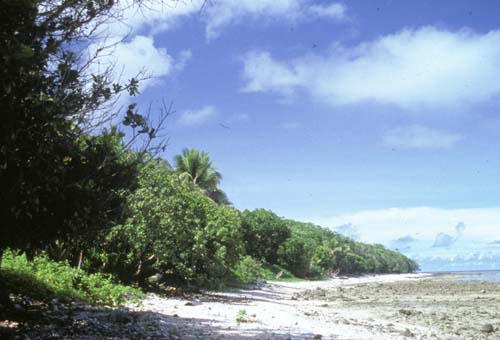
Côte ouest de Merir.
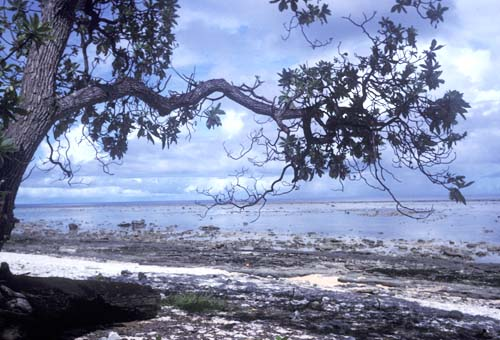
Le récif à marée basse.
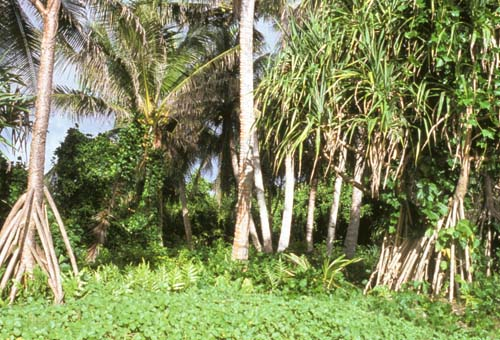

## Histoire
Selon Patricio Mohitsho, un Tobien, l'île de Melieli aurait été découverte par Souhopit, son premier roi et frère de Ramoparuhe, découvreuse de l'île de Tobi.

## Administration
L'unique village de la municipalité de Merir, et de l'île, se situe sur la côte ouest. Il abritait 171 natifs et 9 japonais en 1935 et 5 habitants en 2000.

## Sources